# Zamarada granti
Zamarada granti là một loài bướm đêm trong họ Geometridae.